# NGC 6658
NGC 6658 (również PGC 62052 lub UGC 11274) – galaktyka spiralna (S0-a), znajdująca się w gwiazdozbiorze Herkulesa. Odkrył ją Albert Marth 6 czerwca 1864 roku.